# The Host (2006)
The Host (originele titel: 괴물, Gwoemul) is een Zuid-Koreaanse horrorfilm uit 2006 onder regie van Bong Joon-ho. De stem van het monster in de film wordt verzorgd door Oh Dal-soo.

## Verhaal
Op 9 februari 2002 beveelt een Amerikaanse militair patholoog-anatoom in een mortuarium op de Amerikaanse basis Yongsan zijn Zuid-Koreaanse assistent (Mr. Kim) om het protocol te schenden en tientallen liters formaldehyde door de gootsteen te spoelen, waardoor de uiterst giftige substantie in de Han-rivier terechtkomt. In juni 2002 vinden twee vissers een raadselachtige, gemuteerde amfibie in de Han-rivier. In oktober 2006 pleegt een man zelfmoord door vanaf een brug in de Han-rivier te springen, maar niet voor het waarnemen van een "donkere verschijning onder water".
De trage, simpele Park Gang-du runt met zijn vader Hee-bong een snackbar aan de Han-rivier, maar kan door zijn constante slaapbehoefte nauwelijks zorgen voor zijn tienerdochter Hyun-seo. Nam-il, Gang-du's broer, is een alcoholische, voormalige activist die sinds de universiteit weinig nuttigs heeft verricht. Nam-joo, Gang-du's zus, is nationaal kampioene boogschieten, maar heeft een voor haar sport ongelukkige neiging tot aarzelen. Hyun-seo onderhoudt een hechtere band met haar oom en tante dan met haar vader.
Gang-du levert een bestelling af aan de rivierkade, kijkt met de menigte in de richting van de Wonhyo-brug en ziet een vreemd wezen aan de brug hangen dat vervolgens de aanval opent op de massa, nadat de mensen afval naar het beest begonnen te gooien. Vervolgens vlucht het beest de stad in, waar het mensen verwondt en wegstoot. Het loopt uit op een complete slachting in een caravan vol met bange mensen, waar het monster per ongeluk binnen wordt gelokt. Gang-du vlucht met Hyun-seo aan de hand voor het monster, maar struikelt in zijn poging en pakt per abuis de hand van een ander meisje, waarna het monster zijn gevallen dochter in de rivier sleurt en onder water verdwijnt.
In een noodonderkomen, opgezet voor de getroffenen, rouwt de familie Park om de dood van Hyun-seo wanneer regeringsvertegenwoordigers in gele pakken de aanwezigen vragen wie direct contact met het monster heeft gehad. Gang-du steekt zijn hand omhoog, waarop de vier verwanten verplicht naar het ziekenhuis moeten. De Zuid-Koreaanse regering meldt dat het monster niet alleen een direct gevaar vormt, maar ook een onbekend, dodelijk virus met zich meedraagt. In quarantaine ontvangt Gang-du een onwaarschijnlijk telefoontje van Hyun-seo, die zich niet onder de doden bevindt, maar door haar belager in een riool wordt vastgehouden. Naast vader Hee-bong, broer Nam-il en zus Nam-joo vindt Gang-du geen begrijpend oor bij de officiële instanties, waardoor de familieleden, vermomd in gaspakken, het ziekenhuis ontvlucht om Hyun-seo uit het riool te bevrijden, onder meer met behulp van een kaart van het uitgestrekte rioolnetwerk rondom de Han-rivier.
De familie Park doorzoekt het gangenstelsel van het riool, maar vindt geen spoor van Hyun-seo en keert onverrichter zake terug naar de snacktent. Het monster aanschouwt het drietal vanuit de verte. Hee-bong schiet een kogel in de richting van het monster, waarna het beest de aanval opent en de vader zijn driekoppige kroost van de dood wil redden. Hee-bong lost nog een kogel, maar zijn volwassen kinderen kunnen niet voorkomen dat hun vader in de klauwen van het schepsel belandt. In de paniek wordt Gang-du door soldaten gevangen en scheiden de wegen van Nam-il en Nam-joo.
In het ziekenhuis vangt Gang-du op dat het monster geen virus draagt en dat de regering met het valse nieuws haar gezicht wil redden. Een Amerikaanse arts stelt dat Gang-du's hersenen besmet zijn, waardoor een frontale lobotomie op de onwillige patiënt onvermijdelijk is. Na de ingreep neemt Gang-du een verpleegster in gijzeling, ontsnapt aan de fratsen van de artsen en rept zich in een ambulance naar de Wonhyo-brug. Op televisie geven een mannelijke en een vrouwelijke nieuwslezer voortdurend de stand van zaken omtrent de ontwikkelingen, waarbij de gezondheidstoestand van Donald White een voorname rol heeft.
Hyun-seo wordt in een diepe rioolput vastgehouden waar het monster van tijd tot tijd een nieuw slachtoffer deponeert om op een later tijdstip te nuttigen, onder wie de jonge Se-joo, een straatjochie dat door toedoen van het monster zojuist zijn vader Se-jin heeft verloren. Nam-il vraagt een studievriend om hulp en traceert Hyun-seo's telefoongesprek, maar wordt omwille van een geldelijke beloning door zijn "vriend" verraden. Na ontsnapping kan Nam-il op het nippertje een sms met Hyun-seo's locatie versturen naar zijn zus Nam-joo voordat hij onder een brug het bewustzijn verliest. Nam-Joo haast zich naar de Wonhyo-brug, maar 's lands befaamde boogschutster aarzelt bij de aanblik van het wezen, ontvangt een rake klap en raakt buiten bewustzijn. Hyun-seo maakt van aanwezige kleding een touw om uit het riool te klimmen, maar de slapende mutant grist haar uit de lucht en zet haar weer met beide benen op de grond. Het monster bespringt vervolgens Hyun-seo en Se-joo.
Gang-du vindt de voedingsput van het monster. Nam-il ontwaakt uit zijn tijdelijke coma, vervaardigt met de hulp van een dakloze man primitieve molotovcocktails om het beest te bestrijden en neemt met zijn nieuwe kameraad een taxi naar de Wonhyo-brug. Nam-joo komt bij bewustzijn, ziet Gang-du en het monster voorbij rennen en volgt haar twee passanten. Gang-du, Nam-il en Nam-joo worden naar de oever van de rivier geleid, waar een groep mensen demonstreert tegen het inzetten van Agent Yellow, een voor de mens gevaarlijk chemisch wapen. Het monster nadert de menigte met rasse sprongen, veroorzaakt opschudding en doet de massa uiteenspatten. Agent Yellow vertraagt het beest tijdelijk. Gang-du en Nam-li gaan het ondier te lijf met molotovcocktails en een verkeersbord. Het monster vlucht voor het vuur en Nam-joo verblindt het beest met een brandende pijl in zijn oog, waarna Gang-du het beest uitschakelt door het verkeersbord door zijn hersenen te spietsen. Nam-il en Nam-joo rouwen om hun overleden nichtje, terwijl Gang-du Se-joo nog onder de levenden kan brengen. Het ouderloze jochie wordt liefdevol door Gang-du geadopteerd.

## Rolverdeling
- Song Kang-ho - Park Gang-du
- Ko Ah-seong - Park Hyun-seo
- Byeon Hee-bong - Park Hee-bong
- Park Hae-il - Park Nam-il
- Bae Doona - Park Nam-joo
- Lee Dong-ho - Se-joo
- Lee Jae-eung - Se-jin
- Yoon Je-moon - dakloze man
- Paul Lazar - Amerikaanse arts
- Ko Soo-hui - verpleegster
- Yim Pil-sung - Nam-ils studievriend
- Scott Wilson - Amerikaanse patholoog-anatoom
- Brian Lee - Mr. Kim
- David Joseph Anselmo - Donald White
- Martin Lord Cayce - Amerikaanse senator

## Filmmuziek
1. Prologue: Mighty Han River
2. Sudden Attack in Broad Daylight
3. The Monster's Lair
4. Yellow Virus
5. Checkpoints in the Rain
6. Hyun Suh!
7. Starving Brothers
8. Brother and Sister in the Sewer
9. Most Wanted
10. Dawn, Hard Rain and a Bloody Fight
11. Wet Newspaper
12. Smart Fugitive
13. Over Wonhyo Bridge
14. Running Lonely (version 1)
15. Unreachable Hand, Can't Let Go of the Hand
16. Reunion
17. A Single Molotov Cocktail
18. A New Family
19. In Praise of the Han River (trumpet version)
20. Abandoned Song
21. In Praise of the Han River (vocal version)
22. Little Hut in Snow
23. Running Lonely (version 2)

## Achtergrond

### Politieke achtergrond
Het dumpen van de formaline in de Han Gang werd gebaseerd op een ware gebeurtenis. De Amerikaanse militair McFarland voerde hiertoe orders uit in februari 2000. Hij werd hieraan schuldig bevonden door het Zuid-Koreaanse gerecht, maar zat er nooit een straf voor uit.
Vanwege dit feit kan de film worden gezien als kritiek op Amerika. Dat maakt dat The Host een van de weinige Zuid-Koreaanse films is die ook in Noord-Korea vertoond mocht worden.
De film biedt ook een satirische kijk op de Zuid-Koreaanse overheid, die wordt neergezet als bureaucratisch en ongeïnteresseerd. Ook de demonstranten zijn een satire op echte demonstraties in Zuid-Korea.

### Productie
The Host was de derde lange speelfilm van regisseur Bong Joon-ho. Vanwege de positieve reacties op zijn vorige twee films, Barking Dogs Never Bite en Memories of Murder, kreeg Joon-ho voor The Host een recordbudget van 10 biljoen won.
Enkele van de opnames werden gemaakt in de echte riolen nabij de Han. Hiervoor moest de filmploeg worden ingeënt tegen tetanus. De ploeg kreeg door de opnames op locatie bovendien te maken met veranderende temperaturen en weersomstandigheden.
Ondanks het hoge budget vond Joon-ho het toch lastig om de film niet over dit budget heen te laten gaan, met name toen het aankwam op de speciale effecten. Het monster in de film werd ontworpen door Chin Wei-chen en vormgegeven door Weta Workshop. Voor het beest werden afwisselend computeranimatie en animatronics gebruikt.

### Ontvangst
The Host ging in première op het Filmfestival van Cannes op 21 mei 2006. In juli dat jaar volgde de Zuid-Koreaanse première. Door de grote media-aandacht die de film kreeg en het feit dat Song Kang-ho, destijds een van de populairste Zuid-Koreaanse acteurs, in de film meespeelde, werd The Host uitgebracht in een recordaantal bioscopen. Op 6 augustus 2006 hadden in Zuid-Korea reeds 6 miljoen mensen de film bezocht. De opbrengst van de film in Zuid-Korea en daarbuiten overtrof het succes van de vorige Zuid-Koreaanse hitfilm Typhoon.

## Prijzen
- Asia-Pacific Film Festival - beste montage (Kim Sun-min), beste geluid (Choi Tae-young), beste mannelijke bijrol (Byeon Hee-bong)
- Asian Film Awards (Hongkong) - beste acteur (Song Kang-ho), beste cinematografie, (Kim Hyung-ku), beste film, beste visuele effecten
- Baek Sang Art Awards - beste film, beste nieuwe actrice (Ko Ah-seong)
- Blue Dragon Awards - beste film, beste nieuwe actrice (Ko Ah-seong), beste mannelijke bijrol (Byeon Hee-bong), beste visuele effecten
- Fantasporto (Portugal) - beste regisseur (Bong Joon-ho)
- Grand Bell Awards - beste regisseur (Bong Joon-ho), beste montage (Kim Sun-min)
- Filmfestival van Sitges - beste speciale effecten, Orient Express Award (Bong Joon-ho)